# Округ Монро (Индијана)
Округ Монро (енгл. Monroe County) је округ у америчкој савезној држави Индијана.

## Демографија
По попису из 2010. године број становника је 137.974, што је 17.411 (14,4%) становника више него 2000. године.
| Група             | 2000.           | 2010.           |
| Белци             | 108.314 (89,8%) | 118.837 (86,1%) |
| Афроамериканци    | 3.615 (3,0%)    | 4.491 (3,3%)    |
| Азијати           | 4.067 (3,4%)    | 7.214 (5,2%)    |
| Хиспаноамериканци | 2.235 (1,9%)    | 4.029 (2,9%)    |
| Укупно            | 120.563         | 137.974         |